# 2005 CD81
2005 CD81, também escrito como 2005 CD81, é um objeto transnetuniano que está localizado no Cinturão de Kuiper, uma região do Sistema Solar. Este corpo celeste é classificado como um plutino, pois, o mesmo está em uma ressonância orbital de 2:3 com o planeta Netuno. Ele possui uma magnitude absoluta de 7,1 e tem um diâmetro estimado com 167 km.

## Descoberta
2005 CD81 foi descoberto no dia 10 de fevereiro de 2005 pelo Canada-France Ecliptic Plane Survey.

## Órbita
A órbita de 2005 CD81 tem uma excentricidade de 0,146 e possui um semieixo maior de 39,453 UA. O seu periélio leva o mesmo a uma distância de 33,678 UA em relação ao Sol e seu afélio a 45,228 UA.